# Čechoslovák (časopis)
Čechoslovák bylo hlavní periodikum československého odboje v době druhé světové války. Čechoslovák vycházel od října 1939 do prosince 1945 v Londýně původně jako nezávislý týdeník později již jako oficiální orgán československé exilové vlády.
První číslo pod názvem „Čechoslovák v Anglii“ vyšlo 16. října 1939 a jeho vydavatelkou byla novinářka Dolores Šperková. „Jeho posláním jest sloužiti informacemi o otázkách československé emigrace a o událostech politických a vojenských. Bude tedy již od svého počátku spolehlivým pramenem informací a rad pro naše občany i krajany. Tento časopis, který je prvním periodickým tiskem v jazyce československém na půdě Anglie, bude jednou velmi cennou historickou památkou,“ stálo ve výzvě k jeho předplacení v prvním čísle.
Od čísla 15/1940 z 12. dubna 1940 byl v tiráži uveden jako vedoucí redaktor Bohuš Beneš, synovec prezidenta Edvarda Beneše. Dolores Šperková byla uvedena naposledy jako vydavatelka v čísle 20/1940 ze 17. května 1940.
Od čísla 29/1940 z 19. července 1940 se změnil název na „Čechoslovák“ (21. července uznala britská vláda prozatímní vládu ČSR a Londýn se stal jejím oficiálním sídlem) a v čísle 28/1942 z 10. července 1942 došlo k změně tiráže na „Čechoslovák, týdeník, vychází v Londýně péčí Ministerstva zahr. věcí ČSR“, bez uvedení vedoucího redaktora.
Po odjezdu československé vlády do vlasti se číslem 15/1945 z 13. dubna 1945 změnil titul na „Čechoslovák v zahraničí“, opět týdeník. Poslední číslo vyšlo 31. prosince 1945.
Do časopisu přispívali mj. spisovatel Jiří Mucha, fotografové Ladislav Sitenský a Erich Auerbach, komunistický politik Vlado Clementis, jediná dcera Karla Poláčka Jiřina Jelinowiczová, karikaturista Štěpán Roth a další.
Časopis měl i vedlejší publikační činnost, kdy vydával texty prezidenta Beneše. Vydal také první český výtisk jeho knihy Demokracie dnes a zítra. Od roku 1941 vydával i tzv. Politickou knihovnu „Čechoslováka“ ve které vytiskl více než 20 publikací (Publikace Státní rady a řada dokumentárních prací exulantů).
V letech 2006-2008 byl časopis ze sbírky Vojenského historického ústavu digitalizován a publikován v Digitální knihovně.

## Externí zdroje
- Čechoslovák v Digitání knihovně